# David Carmo
David Mota Veiga Teixeira Carmo, noto semplicemente come David Carmo (Aveiro, 19 luglio 1999), è un calciatore portoghese naturalizzato angolano, difensore del Nottingham Forest e della nazionale angolana.

## Caratteristiche tecniche
È un difensore centrale dal fisico longilineo, molto abile nell'impostazione ma allo stesso tempo attento e pulito nei contrasti

## Carriera

### Club

#### Braga
Nato ad Aveiro, è approdato nel settore giovanile del Braga nel 2015. Dal 2018 al 2020 ha fatto parte della seconda squadra in LigaPro collezionando 40 incontri e segnando due reti. Ha debuttato in Primeira Liga il 17 gennaio 2020 disputando l'incontro vinto 2-1 contro il Porto.

#### Porto
Il 5 luglio 2022 viene acquistato dal Porto, firmando un contratto quadriennale.

### Nazionale
Con la Nazionale Under-19 portoghese ha vinto il campionato europeo di categoria nel 2018. Successivamente ha scelto di rappresentare l'Angola, con cui ha esordito il 22 marzo 2024 nell'amichevole persa 1-0 contro il Marocco, in cui ha realizzato l'autogol con cui i marocchini hanno vinto la partita.

## Statistiche
Statistiche aggiornate al 9 febbraio 2020.

### Presenze e reti nei club
| Stagione        | Squadra         | Campionato      | Campionato | Campionato | Coppe nazionali | Coppe nazionali | Coppe nazionali | Coppe continentali | Coppe continentali | Coppe continentali | Altre coppe | Altre coppe | Altre coppe | Totale | Totale | Totale |
| Stagione        | Squadra         | Comp            | Pres       | Reti       | Comp            | Pres            | Reti            | Comp               | Pres               | Reti               | Comp        | Pres        | Reti        | Pres   | Reti   |        |
| --------------- | --------------- | --------------- | ---------- | ---------- | --------------- | --------------- | --------------- | ------------------ | ------------------ | ------------------ | ----------- | ----------- | ----------- | ------ | ------ | ------ |
| 2018-2019       | Braga B         | SD              | 27         | 0          |                 | -               | -               |                    | -                  | -                  |             | -           | -           | 27     | 0      |        |
| 2019-2020       | Braga B         | CdP             | 13         | 2          |                 | -               | -               |                    | -                  | -                  |             | -           | -           | 13     | 2      |        |
| 2019-2020       | Braga           | PL              | 18         | 0          | CP+CdL          | 0               | 0               | UEL                | 1                  | 0                  |             | -           | -           | 19     | 0      |        |
| 2020-2021       | Braga           | PL              | 12         | 0          | CP+CdL          | 2+2             | 0               | UEL                | 5                  | 0                  |             | -           | -           | 21     | 0      |        |
| 2021-2022       | Braga           | PL              | 12         | 0          | CP+CdL          | 0               | 0               | UEL                | 5                  | 1                  |             | -           | -           | 17     | 1      |        |
| Totale Braga    | Totale Braga    | Totale Braga    | 42         | 0          |                 | 4               | 0               |                    | 11                 | 1                  |             | -           | -           | 67     | 1      |        |
| 2022-2023       | Porto           | PL              | 9          | 0          | CP+CdL          | 1+0             | 0+0             | UCL                | 5                  | 0                  | SP          | 0           | 0           | 15     | 0      |        |
| 2023-gen. 2024  | Porto           | PL              | 7          | 0          | CP+CdL          | 0+1             | 0+0             | UCL                | 4                  | 0                  | SP          | 0           | 0           | 12     | 0      |        |
| Totale Porto    | Totale Porto    | Totale Porto    | 16         | 0          |                 | 2               | 0               |                    | 9                  | 0                  |             | 0           | 0           | 27     | 0      |        |
| gen.-giu. 2024  | Olympiacos      | SLE             | 11         | 0          | CG              | 0               | 0               | UEL+UECL           | 0+9                | 0+0                |             | -           | -           | 20     | 0      |        |
| Totale carriera | Totale carriera | Totale carriera | 109        | 2          |                 | 6               | 0               |                    | 29                 | 1                  |             | 0           | 0           | 144    | 3      |        |

## Palmarès

### Club

#### Competizioni nazionali
- Coppa del Portogallo: 2

Braga: 2020-2021
Porto: 2022-2023
- Coppa di Lega portoghese: 1

Braga: 2019-2020
- Supercoppa di Portogallo: 1

Porto: 2024
- Campionato greco: 1

Olympiakos: 2024-2025

#### Competizioni internazionali
- UEFA Conference League: 1

Olympiakos: 2023-2024

### Nazionale
- Campionato d'Europa Under-19: 1

Finlandia 2018

### Individuale
- Squadra della stagione della UEFA Europa Conference League:1

2023-2024